# Stefan Battaglia
Stefan Battaglia (* 4. Januar 1911 in Feldis; † 10. Mai 1977 ebenda) war ein Klarinettist, Saxophonist und Komponist im Bereich Ländlermusik aus dem Schweizer Kanton Graubünden. 
Das Klarinettenspiel brachte er sich selbst bei und bildete ab 1920 mit seinem Vater und seinen beiden Geschwistern eine Hausmusik. Als sein großes Vorbild nannte er Kasi Geisser. Der gelernte Zimmermann besaß 1946–71 eine eigene Firma in Domat/Ems. Von 1931 bis 1945 bestand seine Stammformation, die Ländlerkapelle Stefan Battaglia. Unter seinen Mitspielern waren Karl Grossmann, Peter Tscharner, Fredy Storz und Sepp Peretti. Nebenbei war er Dirigent und Instrumentalist bei verschiedenen Musikvereinen.
In seinem musikalischen Schaffen entstanden rund 130 Eigenkompositionen, darunter 10 rätoromanische Lieder.